# Lauren Weisberger
Lauren Weisberger (Scranton, 28 de março de 1977) é uma jornalista e escritora norte-americana. Ela é autora do best-seller O Diabo Veste Prada, de 2003. Seus livros abordam temas como o universo da moda e os desafios do mercado de trabalho para jovens mulheres.

## Carreira
Weisberger formou-se em inglês em 1999. Iniciou a vida profissional como assistente de Anna Wintour, que era editora-chefe da revista Vogue. Como jornalista, trabalhou para revistas como Departures e Playboy no início dos anos 2000 antes de migrar para a ficção.
Em 2003, publicou seu livro de estreia, O Diabo Veste Prada, um romance crítico inspirado na experiência de atuar como assistente de Wintour. Apesar do êxito comercial, o livro não foi unanimidade na visão da imprensa especializada e recebeu críticas ao jeito reclamante da personagem principal.
Em 2006, o romance foi adaptado para o cinema, tendo como protagonistas as atrizes Anne Hathaway e Meryl Streep, que recebeu uma indicação ao Oscar de Melhor Atriz pela interpretação da antagonista Miranda Priesty. O roteiro adaptado da obra recebeu uma nomeação para o WGA Awards.  A versão cinematográfica acumulou vendas nos EUA de quase US$ 125 milhões e vendas mundiais de US$ 326 milhões, tornando-se um dos filmes de maior bilheteria do verão de 2006.
O Diabo Veste Prada também foi adaptado como musical da Broadway em 2024 e ganhou uma continuação chamada A Vingança Veste Prada. Atualmente, uma sequência do filme de 2016 está sendo desenvolvida.
Lauren também é autora de outros romances como O Diabo Ataca em Wimbledon, também focado no ambiente profissional, mas abordando o universo das jogadoras de tênis,

## Obras
- O Diabo veste Prada - no original The Devil Wears Prada (2003)
- Sexo, intrigas e glamour - no original Everyone Worth Knowing (2005)
- Brasil: À Caça de Harry Winston / Portugal: Procura-se diamante para relacionamento sério - no original Chasing Harry Winston (2008)
- A Última Noite no Chateau Marmont - no original Last Night at Chateau Marmont (2010)[11]
- A vingança veste Prada: o diabo está de volta - no original Revenge Wears Prada (2013)
- O Diabo Ataca em Wimbledon - no original: The Singles Game (2016)
- When Life Gives You Lululemons - republicado como The Wives (2018)
- Where the Glass is Green and the Girls are Pretty - republicado como One Little Lie (2021)